# Zirakpur
Zirakpur is een nagar panchayat (plaats) in het district Mohali van de Indiase staat Punjab. 

## Demografie
Volgens de Indiase volkstelling van 2001 wonen er 25.006 mensen in Zirakpur, waarvan 57% mannelijk en 43% vrouwelijk is. De plaats heeft een alfabetiseringsgraad van 63%. 